# Miskolczy Márton (plébános)
Miskolczy Márton (1805. november 11. – Érsekújvár, 1861. szeptember 15.) római katolikus plébános.

## Életútja
A bölcseletet és teológiát 1824-től 1829-ig Nagyszombatban végezte és 1829. december 19-én fölszenteltetett. Segédlelkész volt Nagylévárdon, 1830-tól Szentjánoson, 1831-től Budán és 1832-től Esztergom-Vízivárosban. 1837. április 27-én plébános lett Szentgyörgymezőn; 1846. május 15-én Esztergom-Vízivárosba helyeztetett át, ahol egyszersmind alesperes volt. 1861. május 1-től Érsekújváron lett plébános, ahol még abban az évben meghalt.

## Munkái
- Ode honoribus rev. dni, dni Pauli Szabó, eccl. metrop. Strigoniensis canonici, archi-diaconi Barsiensis, SS. theologiae baccalaurei; dum quinquagesimum presbyteratus sui annum complens, VII. Kalendas Octobris 1825. solenne offeret sacrificium: oblata, Strigonii.
- Herzensgefühle dem… Herrn Carl Alexander v. Palkovics bey der Gelegenheit seiner zweyten Vermählung mit… Fräulein Leocadie v. Chaudelot. Strigonii, 1832.
- Glückwünsche dem hochw. Herrn Jos. Rudnyánszky v. Dezser, zu seiner neu erhaltenen Domherrnwürde, an der Metropolitankirche zu Gran, an seinem Namensfeste dargebracht. Strigonii, 1833.